# Hunya
Hunya é um município da Hungria, situado no condado de Békés. Tem 32,57 km² de área e sua população em 2015 foi estimada em 609 habitantes.